# Mastrus parviceps
Mastrus parviceps là một loài tò vò trong họ Ichneumonidae.